# Bondo (huyện)
Huyện Bondo là một huyện thuộc tỉnh Nyanza ở Kenya. Theo điều tra dân số ngày 24 tháng 8 năm 1999, huyện này có dân số 238780 người. Huyện Bondo có diện tích 987 km². Huyện lỵ đóng tại Bondo.